# Vittorio Caporale
Vittorio Caporale (* 25. Februar 1947 in Moimacco) ist ein ehemaliger italienischer Fußballspieler auf der Position des Libero, der in Anspielung an den auf der gleichen Position tätigen Franz Beckenbauer den Spitznamen Caporalbauer erhielt.

## Laufbahn
Seinen ersten Profivertrag erhielt Caporale 1967 bei seinem Jugendverein Udinese Calcio, für den er insgesamt 115 Spiele in der drittklassigen Serie C absolvierte und 4 Tore erzielte.
1971 wechselte er zum Erstligisten FC Bologna, mit dem er in der Saison 1973/74 die Coppa Italia gewann.
1975 unterschrieb Caporale beim AC Turin, mit dem er gleich in seiner ersten Saison 1975/76 den Scudetto gewann und auf dem Weg zum Titelgewinn 28 von 30 möglichen Spielen bestritt.
1978 wurde Caporale vom SSC Neapel verpflichtet, bei dem er seine aktive Laufbahn 2 Jahre später beendete.

## Erfolge
AC Turin
- Italienischer Meister: 1975/76

FC Bologna
- Italienischer Pokalsieger: 1973/74